# ×Elyleymus aristatus
XElyleymus aristatus là một loài thực vật có hoa trong họ Hòa thảo. Loài này được (Merr. (pro sp.)) Barkworth & D.R. Dewey miêu tả khoa học đầu tiên năm 1983.